# ハーヴァード大学記念教会

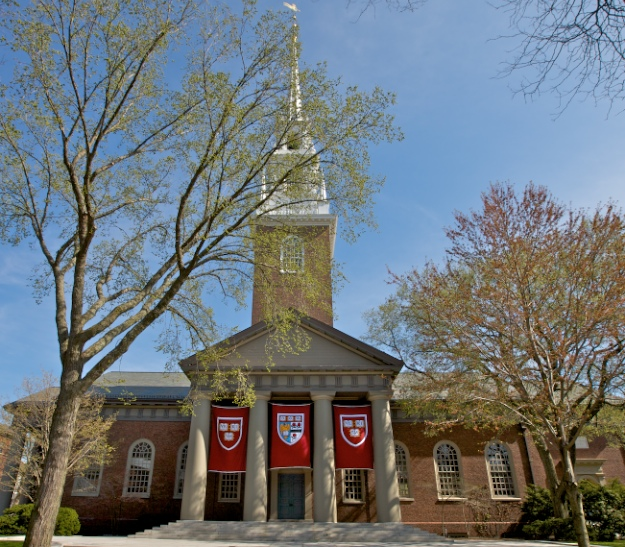
記念教会

ハーヴァード大学記念教会 (The Memorial Church of Harvard University) は、ハーヴァード大学のキャンパス内にある教会堂である。より一般的にはハーヴァード記念教会 (Harvard Memorial Church) 、あるいは単にメム・チャーチ (Mem Church) と呼ばれる。

## 歴史

### 過去の施設
ハーヴァード大学における初の明確な礼拝施設はホールデン礼拝堂 (Holden Chapel) で、1744年に建てられた。大学の規模拡大に伴い手狭になったこの建物は、1766年に建て替えられてハーヴァード・ホール内の礼拝堂となった。その後、1814年にユニヴァーシティー・ホール内の礼拝堂に、そして最後にアップルトン礼拝堂 (Appleton Chapel) に建て替えられた。アップルトン礼拝堂は現在記念教会が建つ場所に位置し、専ら礼拝のみに使われた。
アップルトン礼拝堂は現在の建物が出来るまでの73年間建っており、1932年までハーヴァードにおける信仰生活の拠点であり続けた。記念教会内には同名の建物が存在し、本館の一部が日々の早祷（朝の礼拝）に供されている。アップルトン礼拝堂はサミュエル・アップルトンの篤志により1858年に建てられ、竣工当時は早祷への出席が義務とされた。1886年に早祷が自由参加制になると、この建物は早祷を行うには余りに広く、日曜礼拝を行うには余りに狭くなった。より適当な礼拝堂をハーヴァードに建設する話があったが棚上げされ、第一次世界大戦直後になって学長のアボット・ローレンス・ローウェル（任1909年 - 1933年）が戦没者記念碑の設置構想を新礼拝堂の建設と結び付けたことで実現の運びとなった。アップルトン礼拝堂は1931年の学位授与式後に取り壊された。建築事務所のクーリッジ・シェプリー・ブルフィンチ&アボット (Coolidge, Shepley, Bulfinch & Abbott) は新たな建物の設計を要請され、ワイドナー記念図書館という立派な建物を引き立たせる構造物を計画した。これにより、創立300周年記念講堂 (Tercentenary Theatre) として知られる開放空間が生まれた。同講堂は、学位授与式の会場となっている。

## 記念教会
現在の記念教会は、第一次世界大戦で戦死したハーヴァード大学の人々を記念して1932年に建設された。マルヴァイナ・ホフマンの彫刻「犠牲 (Sacrifice)」と共に、卒業生373人の名が刻まれている。1932年11月11日の休戦記念日に開所した。
以来、第二次世界大戦や朝鮮戦争、ベトナム戦争で戦死したハーヴァード出身者を悼むため、教会の内壁には記念碑がいくつも設置されてきた。これはハーヴァードの精神的遺産を示すものとして、ハーヴァード・ヤード内のワイドナー図書館の向かいにあり続けた。竣工以来、記念教会では毎週日曜の礼拝の際、同大学の卒業生と在校生からなるハーヴァード大学聖歌隊による合唱が行われた。

## ギャラリー

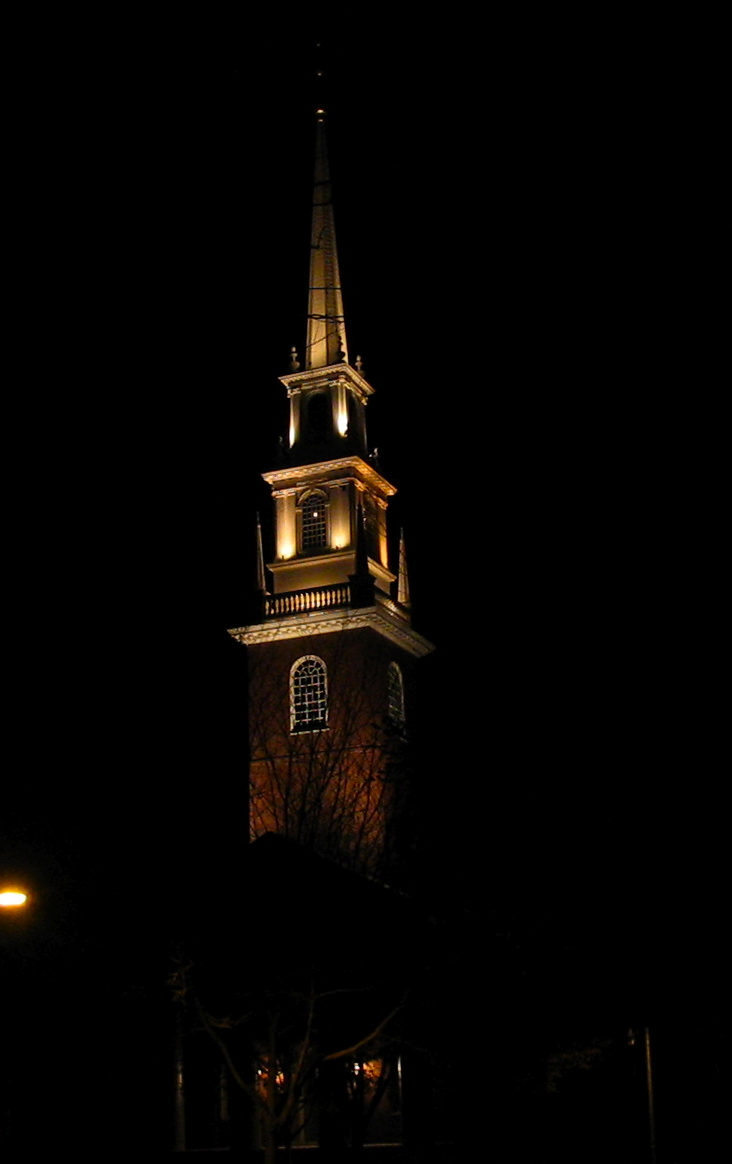
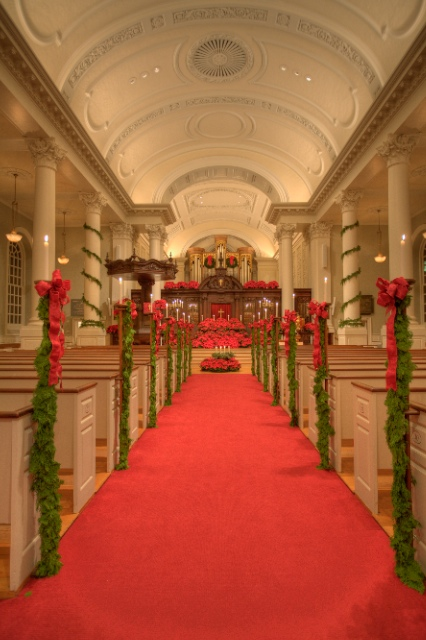
12月の祭壇
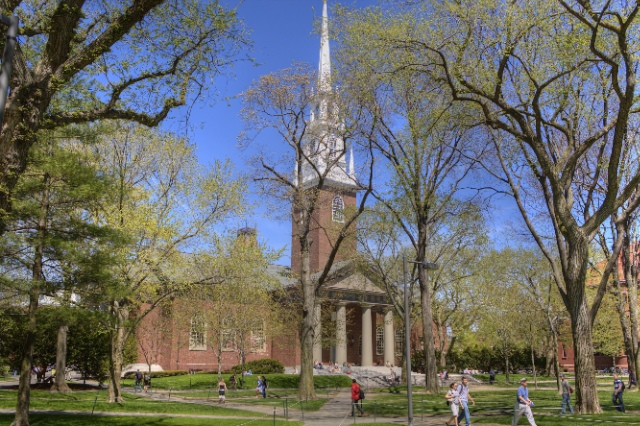
ハーヴァード・ヤードの賑わい
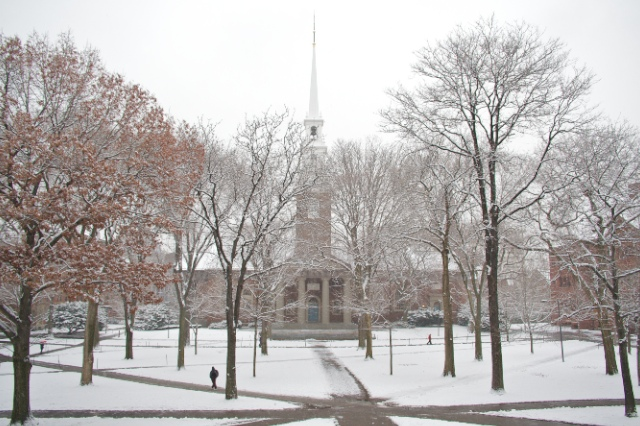
冬の光景
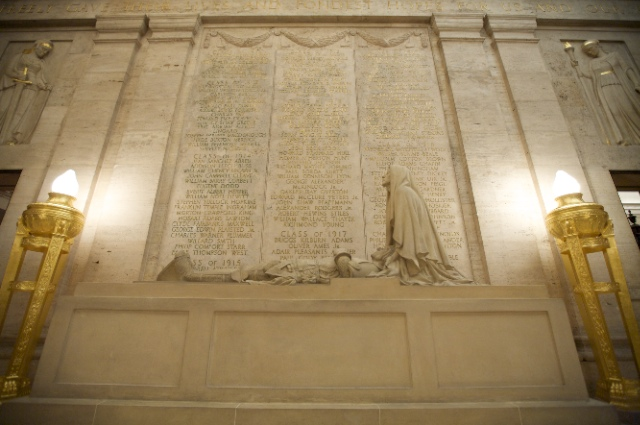
第一次世界大戦記念碑
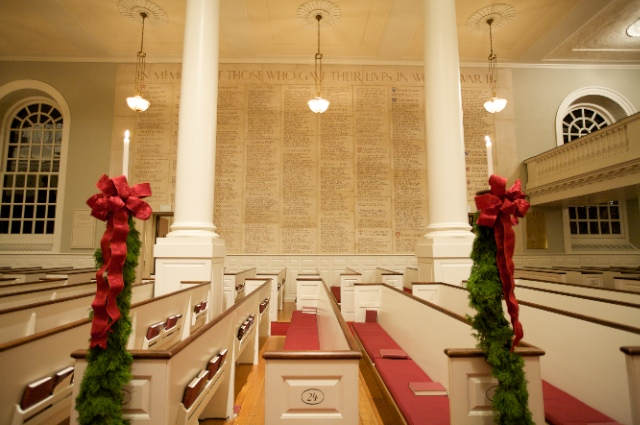
第二次世界大戦記念碑